# Jasus caveorum
Jasus caveorum é uma espécie do gênero Jasus, nativa do Chile. Foi descrita por Webber e Booth em 1995. É classificada como deficiente de dados pela IUCN 3.1.